# Per niente al mondo
Per niente al mondo è un film del 2022 diretto da Ciro D'Emilio.
Il film segue il dramma di un uomo di successo che, improvvisamente, si ritrova in carcere senza aver fatto nulla.

## Trama
Bernardo, chef di successo, viene arrestato con l’accusa di essere la mente di una banda di rapinatori di cui faceva parte lo scapestrato cugino Armando. 
Solo dopo un anno di carcere gli viene riconosciuta la totale estraneità ai fatti e gli è possibile tornare alla vita di prima. Ma questo in realtà non avviene perché tutto è cambiato e la sua reputazione è compromessa. Il suo ristorante è stato chiuso e uno dei suoi amici più stretti, Stefano, vittima di una delle brutali rapine collegate alla carcerazione di Bernardo, non riesce ancora a riavvicinarlo, nonostante la sentenza parli chiaro. 
Bernardo trova lavoro come cuoco in un modesto ristorante ma è profondamente insoddisfatto e avverte un senso di rigetto da parte di una società verso la quale lui si ritiene in credito. Elia, il suo ex compagno di cella, lo avvicina convincendolo ad aiutarlo in una rapina. Bernardo mette così a frutto la sua abilità di pilota per far sì che il colpo vada a segno, ma poi si pente della malefatta.
Quando si sente abbandonato anche da Sergio, il suo più caro amico diventato nel frattempo sindaco del paese, è lui stesso a proporre ad Elia di rubare da casa sua un quadro dal valore di 400.000 €. Un colpo molto semplice che permetterebbe a entrambi di ricominciare da zero con un ristorante in Croazia. Tuttavia le cose non vanno come previsto. Mattia, figlio di Sergio, e la fidanzata Giuditta, figlia di Bernardo, rincasano prima del previsto, proprio mentre i due rapinatori sono ancora dentro. Elia, per fermare il ragazzo gli spara, uccidendolo. Bernardo, che indossa un passamontagna, spara quindi al suo socio prima che possa sparare anche a Giuditta, quindi, preso dal panico scappa con l'auto. Quando la figlia gli telefona per chiedergli aiuto, Bernardo perde il controllo dell'auto e finisce fuori strada concludendo così la sua fuga.

## Distribuzione
Il trailer del film è stato pubblicato il 3 agosto 2022 sul canale YouTube di Vision Distribution. Il film è uscito nelle sale il 15 settembre 2022.